# Ghiacciaio Lliboutry
Il ghiacciaio Lliboutry (in inglese Lliboutry Glacier) è un ghiacciaio sulla costa di Loubet, nella parte occidentale della Terra di Graham, in Antartide. Il ghiacciaio, il cui punto più alto si trova 211 m s.l.m., fluisce verso sud-ovest dalle montagne di Boyle fino ad arrivare al fiordo di Bourgeois.

## Storia
Il ghiacciaio Lliboutry è stato così battezzato nel 1983 dal Comitato britannico per i toponimi antartici in onore di  Louis A.F. Lliboutry, un fisico e glaciologo francese che intraprese ricerche sulla deformazione meccanica del ghiaccio e sulle proprietà micro-meteorologiche della superficie del ghiaccio e che fu anche autore di uno studio generale sui ghiacciaci della Penisola Antartica. Lliboutry fu inoltre direttore del Laboratorio di Glaciologia dell'Università di Grenoble dal 1958 al 1983 e presidente della Commissione Internazionale per la neve e il ghiaccio dal 1983 al 1987.